# Janusz Zych
Janusz Zych (ur. 20 lutego 1968) – polski piłkarz, który występował na pozycji pomocnika.
Piłkarską karierę rozpoczął w Hutniku Warszawa, skąd w 1987 odszedł do pierwszoligowego Motoru Lublin. W ekstraklasie rozegrał 73 mecze i zdobył 7 bramek. Grał jeszcze w Górniku Konin, Górniku Łęczna, LKP Lublin, Hetmanie Zamość i Victorii Łukowa/Chmielek.